# Kaisei
Kaisei (japanska: 開成町?, Kaisei-machi) är en landskommun (köping) i Kanagawa prefektur i Japan.  